# EP!EP!
Albums de Candie Prune
Absurde
(1998)
EP!EP! est le premier enregistrement de Candie Prune.

## Titres
1. Dis Quelque Chose (2:54)
2. Stop, Stop ! (3:19)
3. Moi Seul (3:07)
4. Halloween (3:01)
5. Debbie (0:57)
6. Jesus Won't You Crash Me ? (3:55)

## Commentaires
La deuxième chanson Stop, Stop ! peut se retrouver aussi sur un sampler spécial scène française du magazine Rock Sound.